# Permanent Midnight
Pour plus de détails, voir Fiche technique et Distribution.
Permanent Midnight est un film américain réalisé par David Veloz en 1998, d'après le roman Mémoires des ténèbres de Jerry Stahl.

## Synopsis
Jerry Stahl (Ben Stiller) est un écrivain pour le cinéma et la télévision dont la dépendance à l'héroïne correspond à une dépense de 6 000 $-par semaine, ce qui l'a mené à ruiner sa carrière et mettre en danger la vie de sa fille. Il essaie de se désintoxiquer avec Kitty (Maria Bello), qui écoute patiemment ses souvenirs enchevêtrés.

## Fiche technique
- Titre : Permanent Midnight
- Réalisation : David Veloz
- Scénario : David Veloz, d'après l'autobiographie de Jerry Stahl Mémoires des ténèbres
- Musique : Daniel Licht
- Photographie : Robert D. Yeoman
- Montage : Cara Silverman (en) et Steven Weisberg
- Production : Jane Hamsher et Don Murphy
- Société de production : JD Productions
- Costumes : Louise Mingenbach
- Pays :  États-Unis
- Genre : Biopic, drame et romance
- Langue : anglais
- Couleur : DeLuxe
- Son : Dolby Digital / SDDS
- Durée : 88 minutes
- Budget : 1,1 million de $[1]
- Dates de sortie :
  - 12 septembre 1998 (Festival international du film de Toronto)
  - 18 septembre 1998 (Sortie limitée)
- Classification : USA : R (usage de drogue présenté sans censure, sexe et langage)

## Distribution
Source doublage
- Ben Stiller (VF : Patrick Mancini et VQ : Alain Zouvi) : Jerry Stahl
- Elizabeth Hurley (VF : Juliette Degenne et VQ : Élise Bertrand) : Sandra
- Maria Bello (VF : Virginie Ledieu et VQ : Nathalie Coupal) : Kitty
- Jay Paulson : punk à Phoenix
- Spencer Garrett : Brad/Tim de Mr. Chompers
- Owen Wilson (VF : Dimitri Rataud et VQ : Michel M. Lapointe) : Nicky
- Lourdes Benedicto : Vola
- Fred Willard (VQ : Hubert Gagnon) : Craig Ziffer
- Chauncey Leopardi : Jerry à 16 ans
- Mary Thompson : Grandma Whittle
- Connie Nielsen : Dagmar
- Charles Fleischer : Allen de Mr. Chompers
- Liz Torres : Dita
- Douglas Spain : Miguel
- Janeane Garofalo (VQ : Christine Séguin) : Jana Farmer
- Cheryl Ladd (VF : Céline Monsarrat et VQ : Élizabeth Lesieur) : Pamela Verlaine